# Physaliidae
Physaliidae су породица сифонофора чији представници имају велики мишколики мехур (пнеуматофор) који је већим делом изнад воде. На тај начин, колонију покреће и ветар. Зооиди су утопљени у воду.
Позната врста је португалска крстарица.